# 佐藤策次
佐藤 策次（さとう さくじ、1905年（明治38年）12月1日 - 1997年（平成9年）4月15日）は、日本の政治家。新潟県直江津市（現・上越市）長（3期）。

## 経歴
新潟県中頸城郡直江津町（のち直江津市、現・上越市）出身。東京高等師範学校臨時教員養成所卒。旧制新潟県立高田中学校（現新潟県立高田高等学校）の教諭と教頭を務める。戦後、新制直江津町立直江津中学校（のち直江津市立直江津中学校、現上越市立直江津中学校）校長となる。1962年直江津市長に当選。高田市と合併するまで市長を3期務めた。在職中、高田市との合併が起こり、合併の方向で話を進め、1971年に上越市が発足した。
合併後は上越市助役となり、1973年まで務めた。
1997年死去。このほか新潟県社会教育協会副会長、直江津海洋少年団団長、直江津捕虜収容所の平和友好記念像を建てる会会長なども務めた。